# José Luís Menegatti
José Luis Menegatti (Osvaldo Cruz, 5 de dezembro de 1954 — São Paulo, 23 de dezembro de 2013) foi um radialista brasileiro.

## Carreira[1]
Logo criança, foi para o município de Marília, cidade em que foi criado. Iniciou sua carreira na Rádio Dirceu de Marília, em 1969, onde trabalhou até 1976. Durante esse período, realizou trabalhos em outras emissoras, como Rádio Verinha e Rádio Clube.
Em 1977, foi contratado pela Rádio Record de São Paulo, onde trabalhou como locutor noticiarista e apresentador de diversos programas transmitidos em AM e FM. Foi apresentador do Jornal Análise - programa de grande destaque principalmente nos anos de 1978 e 1979 na então FM Record - juntamente com outros conhecidos nomes do rádio brasileiro.
No mesno ano, foi também contratado pela Rede Record, ficando assim conhecido do grande público ao se tornar locutor-apresentador do extinto Record em Notícias (1973-1996), popularmente chamado de "Jornal da Tosse". Em 1978, na mesma emissora em que se encontrava passou a integrar também a Equipe de esportes. Apresentou diversos programas, entre eles: Filmando a Rodada e Os Artilheiros. Participava das transmissões esportivas da emissora fazendo as aberturas de jornada e apresentando os melhores momentos nos intervalos.
Foi também apresentador de outros programas jornalísticos da Rede Record, onde trabalhou até 1999.
No ano seguinte ingressou na rádio Jovem Pan AM, onde atuou como locutor em diversos segmentos da programação e como apresentador do programa Rádio Ao Vivo.
Em dezembro de 2013, ele morreu vítima de câncer no intestino, e foi enterrado no Cemitério Gethsemani.